# Underwood Typewriter Company
Underwood Typewriter Company – dawny amerykański producent maszyn do pisania z siedzibą w Nowym Jorku. Firma miała zakłady produkcyjne w Hartford. Underwood stworzył to, co jest uznawane za pierwszą szeroko udaną, nowoczesną maszynę do pisania – która pokonała te produkowane przez markę Remington. Do 1939 roku wyprodukowano pięć milionów maszyn Underwood.
Maszyny Underwood jako pierwsze były wyposażone w patent, dzięki któremu w trakcie pisania można było od razu zobaczyć tekst na papierze.
Z modelu „Underwood 5" korzystał Stanisław Lem, maszynę do pisania dostał od swojego ojca, gdy miał 12 lat. Z maszyn Underwood korzystał również Bolesław Prus.
Włoska firma Olivetti nabyła większość udziałów Underwooda w 1959 roku, firma postanowiła zakończyć produkcję maszyn Underwood w październiku 1963 roku, choć produkcję wznowiono w latach 70 we Włoszech. Olivetti weszła później na rynek elektromechanicznych kalkulatorów biznesowych.

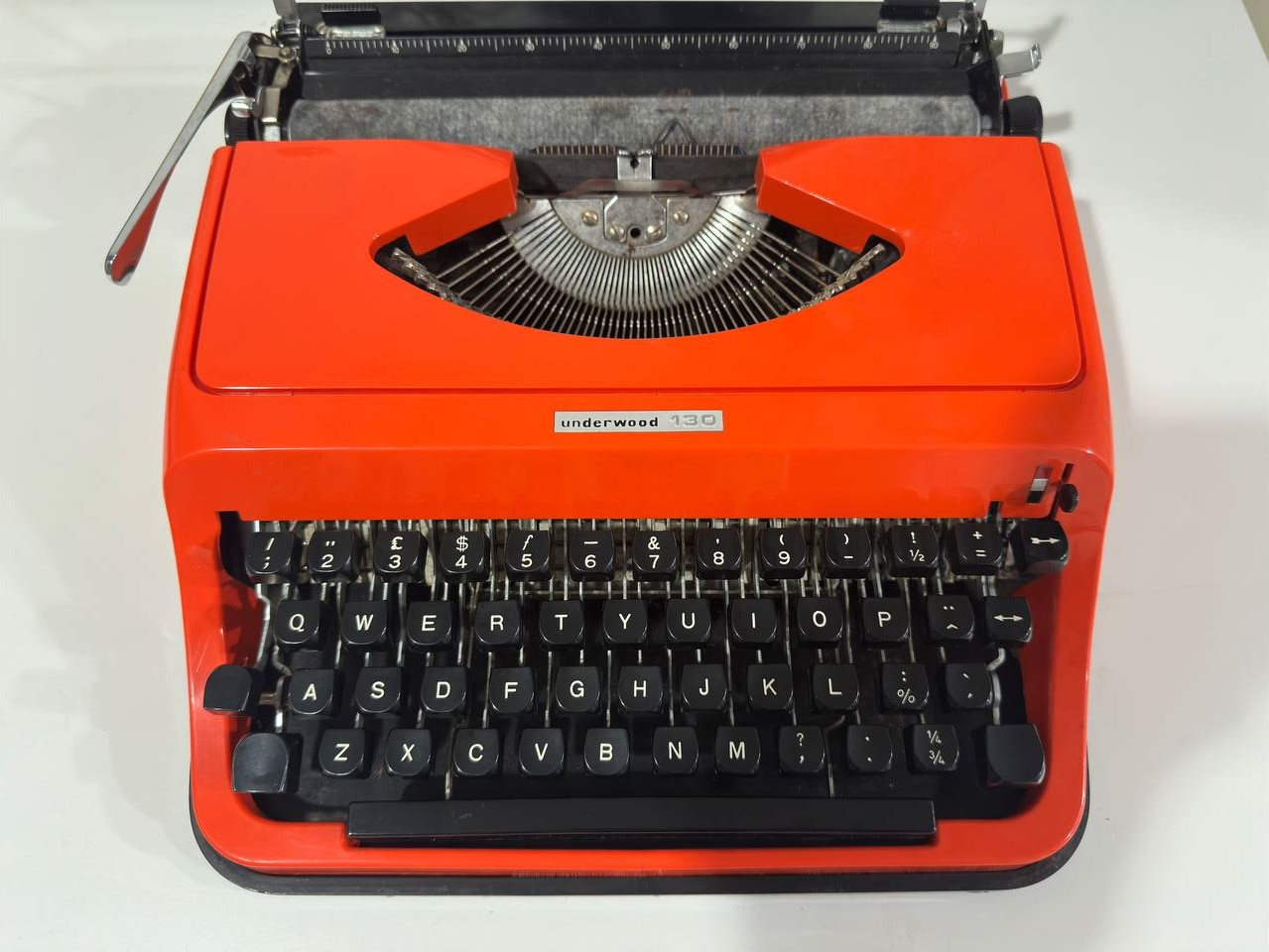
Underwood 130

## Dystrybucja w Polsce
Przemysłowcy niemieckiego pochodzenia, Gustaw i Emil Gerlach, byli właścicielami fabryki wyrobów optycznych i mechanicznych oraz oficjalnymi dystrybutorami maszyn Underwood. Prowadzili sklep przy ul. Czystej w Warszawie.